# John J. Gumperz
John J. Gumperz (Hattingen, 9 de janeiro de 1922 - 29 de março de 2013) foi um sociolinguista estadunidense conhecido pela sua contribuição para o desenvolvimento da sociolinguística interacional, que investiga a maneira como os falantes de uma língua interagem socialmente.
Sua pesquisa sobre as línguas na Índia, a alternância de código na Noruega e a interação conversacional beneficiou o estudo da sociolinguística, da análise do discurso, da antropologia linguística e da antropologia urbana.
Hans-Josef Gumperz nasceu em Hattingen, Alemanha. Como jovem judeu, foi impedido, pelas leis raciais nazistas, de frequentar o ensino médio. Fugiu primeiramente para Itália, depois para Holanda e, finalmente, mudou-se para os Estados Unidos, em 1939, onde mudou seu nome para John Joseph Gumperz. Graduou-se em Química pela Universidade de Cincinnati, em 1947, e realizou alguns trabalhos nessa área na Universidade de Michigan, mas logo foi atraído pelos estudos linguísticos.

## Obra
Gumperz interessou-se por problemas sociolinguísticos enquanto realizava sua tese de doutorado sob a orientação de Herbert Penzl, intitulada The Swabian Dialect of Washtenaw County, um estudo do dialeto suábio falado por uma comunidade de agricultores de terceira geração no Condado de Washtenaw, Michigan, que descendiam de dois grupos de imigrantes alemães que originalmente falavam dialetos distintos. Gunterz notou que o processo de nivelamento linguístico observável nessa comunidade poderia ser atribuído, em parte, aos agrupamentos linguísticos e sociais formados após se instalarem nos Estados Unidos. Esta correlação entre fala e grupos sociais formaria a espinha dorsal investigativa de sua pesquisa subsequente e seria o foco principal de seu segundo trabalho de campo: um estudo comunitário colaborativo no norte da Índia (1954-56). Como único linguista em uma equipe de antropólogos, sociólogos, economistas e outros cientistas sociais, ampliou seu interesse pelo trabalho de campo empírico e pela relação entre linguagem, cultura e sociedade.
Ao retornar da Índia, Gumperz focou seu interesse na descrição de problemas sociolinguísticos e de dados sobre o comportamento da fala. Foi, então, convidado a criar um programa Hindi-Urdu na Universidade da Califórnia, Berkeley. Publicou, nessa época, o primeiro de uma série de ensaios sobre as relações entre diferenças sociais e diferenças linguísticas. Em 1956, Gumperz e Charles Ferguson começaram a compartilhar notas sobre problemas da  diversidade linguística em particular e o desenvolvimento linguístico em geral. Organizaram um simpósio sobre o tema na reunião anual da American Anthropologist Association, em 1958. O volume resultante, Linguistic Diversity in South Asia (1960), tornou-se desde então um trabalho modelo no campo.
Em 1963, com a ajuda de Dell Hymes e Susan Ervin-Tripp, organizou simpósios na reunião de primavera da Kroeber Anthropological Society e na reunião anual da American Anthropologist Association. Entre os participantes destes simpósios estavam Edward T. Hall, Erving Goffman, Charles O. Frake, e William Labov. O volume resultante, The Ethnography of Communication (1964), editado por Hymes e Gumperz, é outro marco na área.
Ainda em 1963, Gumperz esteve no Instituto de Sociologia da Universidade de Oslo. Seu trabalho em colaboração com Jan-Petter Blom, corroborou suas descobertas anteriores sobre a importância das relações sociais na determinação do comportamento linguístico de grupos sociais. Posteriormente, estendeu seu trabalho de campo à Índia Central, Áustria e Iugoslávia, coletando dados que refinaram sua compreensão do bilinguismo em relação às fronteiras sociais e à estrutura sociolinguística geral.
Gumperz foi membro do Departamento de Antropologia de Berkley e líder do Language Behaviour Research Laboratory. Em colaboração com Susan Ervin-Tripp e Dan Slobin, Gumperz desempenhou um importante papel no planejamento e na organização de pesquisas transculturais sobre a aquisição da linguagem e participou da preparação de um manual para o estudo de campo intercultural da aquisição de competências comunicativas, A Field Manual for Cross-Cultural Study of the Acquisition of Communicative Competence (1967). Gumperz foi presidente do Centro de Estudos do Sudeste Asiático (1968-1971), membro do conselho editorial da revista Language in Society e membro vitalício da Linguistic Research Group of Pakistan, desde 1968.
Entre suas contribuições, destaca-se o trabalho desenvolvido com Dell Hymes na fundação da "etnografia da comunicação", que diz respeito à noção de alternância de códigos em situações comunicativas. Gumperz baseou-se no trabalho de Hymes ao analisar o poder diferencial entre as comunidades de fala. Em particular, Gumperz mostrou que a forma "padrão" de qualquer língua dada (a forma esperada em situações formais, como aquela usada nas notícias) é o dialeto daqueles que já são poderosos, denominando-o "dialeto de prestígio".  E aqueles que não falavam este dialeto, mas sim um dialeto nativo estigmatizado ou menos prestigioso, eram "diglóssicos" (dominavam seus dialetos nativos e também podiam usar o dialeto de prestígio). No entanto, aqueles cujo dialeto nativo era o dialeto de prestígio raramente podiam usar outros códigos. Sua abordagem tem sido chamada de sociolinguística interacional. Juntos, Gumperz e Hymes publicaram a obra clássica Directions in Sociolinguistics (1972).
Gumperz estava interessado em como o contexto e a cultura dos interlocutores afetam a forma como eles fazem inferências conversacionais e interpretam sinais verbais ou não verbais, aos quais chamou de sinais de contextualização (os termos sobrepostos por outros estudiosos incluem a paralinguagem e a cinésica).
Gumperz define a comunidade de fala como "qualquer grupo humano caracterizado pela interação regular e frequente por meio de um corpo compartilhado de signos verbais e separado de grupos similares por diferenças significativas no uso da língua".
Uma década depois, publicou duas outras obras fundamentais que definiram o campo conhecido como sociolinguística interacional, Discourse Strategies e Language and Social Identity.
Gumperz combinou o ensino em Berkeley com vários projetos de pesquisa nos Estados Unidos e no exterior. Um exemplo disso é seu volume de ensaios, intitulado Rethinking Linguistic Relativity (1991), co-editado por Stephen C. Levinson.

## Publicações
- Directions in Sociolinguistics. The Ethnography of Communication (mit Dell Hymes). Holt, Rinehart & Winston, New York 1972, ISBN 0-631-14987-2.
- Discourse Strategies. Cambridge University Press, Cambridge 1982, ISBN 0-521-28896-7.
- Language and Social Identity. Cambridge University Press, Cambridge 1982, ISBN 0-521-28897-5.
- Rethinking Linguistic Relativity (mit Stephen Levinson). In: Current Anthropology, 32, 5 (1991), S. 613–623